# 質屋営業法
質屋営業法（しちやえいぎょうほう、昭和25年5月8日法律第158号）は、質屋を営業するにあたっての規則に関する法律である。
1950年（昭和25年）に制定された。

## 内容
この法律において「質屋」とは、「質屋営業を営む者で第2条第1項の規定による許可を受けたもの」であり（法1条2項）、その質屋営業の定義は「物品（有価証券を含む）を質に取り、流質期限までに当該質物で担保される債権の弁済を受けないときは、当該質物をもつてその弁済に充てる約款を附して、金銭を貸し付ける営業」と規定されている（法1条1項）。「質屋」でない者は、質屋営業を営んではならない（法5条）。質屋は、自己の名義をもつて、他人に質屋営業を営ませてはならない（名義貸しの禁止、法6条）。 
つまり、質屋営業法上の質屋となるために第2条第1項の規定による許可が必要なのであるが、その許可手続きなどについては、都道府県公安委員会（所管の警察署）で行う。許可を受けたことを証する表示は営業所の見易い場所においてなさなければならない（法10条）。利率や流質期限についても営業所の見易い場所における掲示が必要である（法17条）。
質屋は、物品を質に取ろうとするときは、相手方の真偽を確認するため、質置主の住所、氏名、職業及び年齢を確認することが義務付けられ、不正品の疑いがあると認めるときは、直ちに警察官に申告しなければならない（法12条）。
流質期限が経過した時は、質屋が質物の所有権を取得する（法19条）。警視庁の警視総監若しくは道府県の警察本部長、または警察署長等は、盗品等の発見のために必要があると認めるときは、その被害品の特徴を書いた書面を、質屋に対して発することができる（品触れ、法20条）。古物営業法19条にも同様の規定がある。
警察本部長等は、盗品等の疑いがある質物又は流質物について、当該質屋に対し、30日以内の期間を定めて、その物品の保管を命ずることができる（差止め、法23条）。
警察官は、質屋営業の実態を把握し、また盗品等の流通の有無等を確認するため、営業時間中において質屋の営業所及び質物の保管場所に立ち入り、質物や帳簿などを検査することができる（法24条）。